# Zoubia
Zoubia é uma vila no sudoeste da Argélia. Faz parte da comuna de Béni Ounif, localizada na província de Béchar, e está a 25 quilômetros (16 milhas) ao nordeste da cidade de Béni Ounif.